# Charlie Heaton
Charlie Ross Heaton (født 6. februar 1994) er en engelsk skuespiller. Han blev først kendt som Jonathan Byers i Netflix science-fiction-gyser serien Stranger Things (2016–nu). Før han spillede i bl.a. Stranger Things og indie thrilleren Shut in var han musiker, og fremtrådte på britisk TV. Han har siden spillet i thriller filmene Marrowbone (2017) og The New Mutants (2020), samt andre.

## Tidligt liv
Heaton blev født den 6. februar 1994  og voksede op sammen sin mor på en ejendom i Bridlington, en lille kystby i Yorkshire, England. 

## Karriere

### 2010–2014: Musik
Heaton flyttede til London som 16-årig. Han spillede i en række bands, før han sluttede sig til Støjrock- bandet Comanechi som trommeslager.  Under hans periode i bandet, udgav de et album i 2013 og turnerede i halvandet år.  Heaton sluttede sig derefter til det London-baserede psykedeliske band Half Loon. 

### 2014-nu: Skuespil ogStranger Things
Heaton har ingen formel skuespilleruddannelse, og overvejede først en skuespillerkarriere, mens han arbejdede som statist og kommercielle bureauer for at supplere sin indkomst som musiker og bartender.  
Heatons gennembrudsrolle var som Jonathan Byers i Netflix overnaturlige dramaserie Stranger Things .  Den første sæson havde premiere i juli 2016 til kritikerros; den seneste sæson, sæson 4, blev udgivet i 2022.

## Personlige liv
Heaton har et barn med Akiko Matsuura, en tidligere bandkammerat.    Siden 2016 har han været i et forhold med Stranger Things -medspilleren Natalia Dyer, som spiller hans karakters kæreste Nancy Wheeler i serien. 

## Filmografi

### Film
| År   | Titel                           | Rolle                       |          |
| ---- | ------------------------------- | --------------------------- | -------- |
| 2014 | Life Needs Courage              | Charlie                     | Kortfilm |
| 2015 | The Schoolboy                   | Michael Stevens             | Kortfilm |
| 2015 | Rise of the Footsoldier Part II | Pusher                      |          |
| 2015 | Urban & the Shed Crew           | Frank                       |          |
| 2016 | As You Are                      | Mark                        |          |
| 2016 | Shut In                         | Stephen Portman             |          |
| 2017 | The Performers: Act III         | Bowie                       | Kortfilm |
| 2017 | Marrowbone                      | Billy Marrowbone            |          |
| 2020 | The New Mutants                 | Samuel Guthrie / Cannonball |          |
| 2021 | No Future                       | Will                        |          |
| 2021 | The Souvenir Part II            | Jim Dagger                  |          |

### TV
| År           | Titel           | Rolle                          | Noter                      |
| ------------ | --------------- | ------------------------------ | -------------------------- |
| 2015         | DCI banker      | Gary McCready                  | 2 afsnit                   |
| 2015         | Vera            | Riley                          | Afsnit: "Changing Tides"   |
| 2015         | Casualty        | Luke Dickinson / Jason Waycott | 2 afsnit                   |
| 2016 – i dag | Stranger Things | Jonathan Byers                 | Hovedrolle; 34 afsnit      |
| 2020         | Soulmates       | Kurt                           | Afsnit: "Break On Through" |